# Papp Lehel György
Papp Lehel György (Hódmezővásárhely, 1946. november 4. – 2024. szeptember 26.) magyar orvos, sebész, politikus, országgyűlési képviselő.

## Életpályája

### Iskolái
Általános és középiskolai tanulmányait szülővárosában végezte el. 1964-ben érettségizett a Horváth Mihály Gimnáziumban. 1964–1972 között a SZOTE hallgatója volt. 1976-ban sebészeti szakvizsgát tett. 1980-ban balesetsebészetből szakvizsgázott. 1981-ben plasztikai sebészetből vizsgázott. 1988-ban ortopédiából szakvizsgát tett.

### Pályafutása
1972–1991 között Szentesen a városi kórház balesetsebészeti osztály főorvosa, általános sebész, balesetsebész, plasztikai sebész és ortopéd szakorvos volt. 1973–1984 között a szentesi Termal Tsz. üzemorvosa volt. 1984–1986 között Jemenben sebészeti orvosi szakértő volt. 1989-ben a Szentesi Kórház titkos szavazással igazgatónak választotta, de nem nevezték ki. 1990-től a Csongrád Megyei Rádióamatőr Szövetség elnöke volt. 1992–1994 között a Magyar Repülő Szövetség társelnöke, 1994–1999 között elnöke volt.

### Politikai pályafutása
1988-tól az MDF tagja volt. 1988–1990 között az MDF szentesi szervezetének elnöke volt. 1990–1994 között országgyűlési képviselő (Szentes) volt. 1990–1994 között a Külügyi bizottság tagja, valamint az IPU magyar csoportjának elnöke és az Interparlamentáris Tanács v. b. tagja volt. 1994-ben országgyűlési képviselőjelölt volt.

## Családja
Szülei: Papp György állatorvos és Zsarkó Julianna voltak. 1975-ben házasságot kötött Máté Erzsébettel. Két gyermekük született: Lehel Attila (1977–) és Gabriella Aletta (1990–).
Temetése a Fiumei úti sírkertben történt.